# Smolak (jezioro)
Smolak – dystroficzne jezioro zlokalizowane w województwie warmińsko-mazurskim, powiecie węgorzewwskim, na obszarze Krainy Wielkich Jezior Mazurskich. 

## Charakterystyka
Podłużne (na osi północ-południe) jezioro ma powierzchnię 5,3 hektara i maksymalną głębokość 5,1 metra. Jest średnio zasobne w mineralne formy azotu, zawiera małe ilości substancji humusowych i mineralnych form fosforu i jest kwaśne. W latach 1971–1974 było intensywnie wapnowane oraz nawożone naturalnymi nawozami azotu i potasu, co spowodowało przejściowo dwukrotne obniżenie się przezroczystości jego wód, wzrost odczynu pH i około sześciokrotny wzrost przewodności elektrycznej wody. 
Na początku XXI wieku stwierdzono postępujące zanikanie pła torfowcowego, co objawiało się powstawaniem i powiększaniem istniejących oczek wody w pasie torfowców okalającym akwen. W 2002 roku pło torfowcowe otaczało 51% linii brzegowej i zajmowało trochę ponad 3% powierzchni jeziora. Przyczyną tego procesu był zasadowy odczyn wody. 